# Let LOT 007
Let LOT 007 byl let stroje Iljušin Il-62, který se zřítil poblíž letiště Varšava-Okęcie ve Varšavě 14. března 1980. 
Letadlo polské letecké společnosti LOT typu Iljušin Il-62 (registrace SP-LAA) „Mikuláš Koperník“ havarovalo v okolí letiště Okęcie v 11:14:35 hod. Zahynulo 77 pasažérů a 10 členů posádky. Mezi jinými 22členná skupina amatérských reprezentantů USA v boxu, Anna Jantar – známá polská zpěvačka a americký antropolog a etnomuzikolog Alan P. Merriam.

## Letadlo
Letadlo s imatrikulační značkou SP-LAA „Mikuláš Koperník“ bylo čtyřmotorové tryskové dopravní letadlo pro dlouhé tratě sovětské výroby, Iliušin IL-62. IL-62 imatrikulační značky SP-LAA bylo první letadlo tohoto typu ve flotile společnosti LOT. Aeroliniím byl dodán v roce 1970. Jako všechny ostatní zakoupené Iliušiny IL-62 společnosti LOT, bylo i toto letadlo pojmenováno po slavné polské historické osobnosti, v tomto případě to byl Mikuláš Koperník.

## Let
Plánovaný odlet z Kennedyho letiště byl 13. března v 19:00 hodin místního času. Kvůli silné sněhové bouři mohl stroj vzlétnout až v 21:18. Po devítihodinovém, bezproblémovém letu dosáhl letoun v 11:13 (místního času) polského hlavního města. V 11:14:35 letadlo narazilo do země. Zemřelo 87 lidí a letoun byl kompletně zničen. Za nehodou stála ztráta tahu motorů a kontroly nad letadlem. 

## Oběti
| Zěmě původu | Cestující | Posádka | Celkem |
| ----------- | --------- | ------- | ------ |
| Polsko      | 42        | 10      | 52     |
| USA         | 28        | 0       | 28     |
| SSSR        | 4         | 0       | 4      |
| NDR         | 3         | 0       | 3      |
| Celkem      | 77        | 10      | 87     |

## Dokumentární filmy
O havárii byly natočeny dva dokumenty: 
- - cyklus Czarny serial, díl. Kopernik; TVP, 2000[2];
  - cyklus Historie lotnicze, díl. 26 Sekund. Tragedia Kopernika; Discovery TVN Historia, 2008[3].